# Prorhinia
Prorhinia là một chi bướm đêm thuộc họ Geometridae.